# 王正 (辽朝)
王正，辽朝官员。
王正在辽朝担任盐铁判官、朝议郎、行右补阙、赐绯鱼袋。当时镇守燕京的正是秦王高勳，重修云居寺。應曆十五年（965年）完工，王正撰写《重修云居寺一千人邑会之碑》。后来战火使云居寺伤缺，王正的儿子官至诸行宫都部署判官、都官员外郎、赐紫金鱼袋的王教，出钱再修，请王正的朋友僧人智光撰写《重修云居寺碑记》。